# Centaurea vermiculigera
Centaurea vermiculigera — вид квіткових рослин родини айстрових (Asteraceae). Ареал: Туреччина (сх. Анатолія).